# 四百角形
四百角形（よんひゃくかくけい、よんひゃくかっけい、tétrahectogone）は、多角形の一つで、400本の辺と400個の頂点を持つ図形である。内角の和は71640°、対角線の本数は79400本である。

## 正四百角形
正四百角形においては、中心角と外角は0.9°で、内角は179.1°となる。一辺の長さが a の正四百角形の面積 S は
{\displaystyle S=100a^{2}\cot {\frac {\pi }{400}}}

### 正四百角形の作図
正四百角形は定規とコンパスによる作図が不可能な図形である。
正四百角形は折紙により作図が不可能な図形である。